# Theatrista
Theatrista is een geslacht van vlinders van de familie houtboorders (Cossidae).

## Soorten
- T. albonigrella (Amsel, 1953)
- T. cyanoscia (Meyrick, 1918)
- T. chloroptera Meyrick, 1920
- T. subnigrata Meyrick, 1917
- T. szunyoghyi Gozmany, 1965